# Avatea

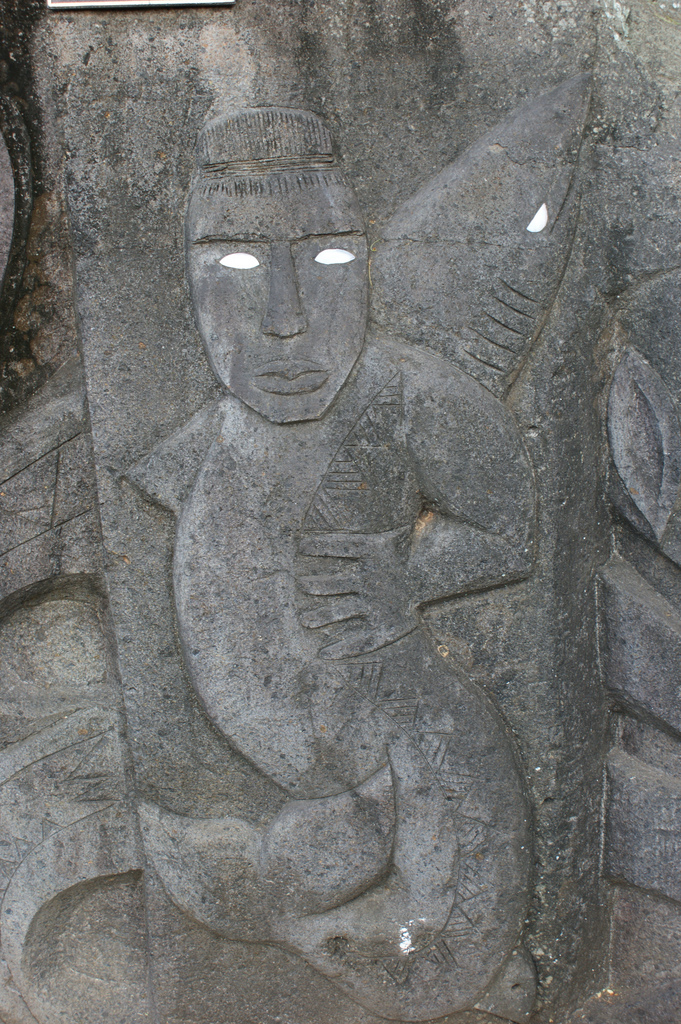
Un relief en pierre de basalte représentant Avatea à Rarotonga, Îles Cook.

Avatea (également connu sous le nom de Vatea ; signifiant « midi » ou « lumière »), est une divinité lunaire et le père des dieux et des hommes dans le mythe d'origine mangaien de la mythologie des îles Cook.
On pensait que ses yeux représentaient le Soleil et la Lune ; il était également connu comme le dieu de la lumière.

## Mythologie
Selon un mythe, Varima-te-takere (en) (la mère primordiale) a créé six enfants à partir de son corps. Trois ont été prélevés sur son côté droit et trois sur son côté gauche. Le premier d'entre eux est Avatea, le premier homme, qui était perçu comme une divinité lunaire. En grandissant, il s'est divisé verticalement en un être hybride — la moitié droite était un homme et la moitié gauche un poisson,.
Dans les chansons, les dieux sont appelés « enfants de Vatea ». Le même terme abrégé est utilisé à Rarotonga : à Aitutaki et Atiu. La forme complète « Avatea » est utilisée, par exemple kia kakā te mata o Avatea Nui signifiant « lorsque l'œil du Grand Avatea est ouvert » ; en d'autres termes « lorsque le soleil est dans toute sa gloire » ; toujours en contraste avec l'obscurité et la tristesse d'Avaiki (en), ou du monde souterrain.
Dans le mythe mangaien, une belle femme rend visite à Vatea dans ses rêves, et il est certain qu'elle monte des enfers à ses côtés, mais quand il se réveille, il ne peut jamais la retrouver. Il répand de la noix de coco râpée partout et, enfin, les observateurs voient une main fine se tendre vers la délicieuse nourriture. Vatea l'attrape et découvre que son nom est Papa, et l'épouse. Tangaroa et Rongo sont leurs fils jumeaux. La femme de Rongo donne naissance à une fille nommée Tavake. Tavake donne naissance à Rangi, Mokoiro et Akatauira. Rangi sort Mangaia des enfers et devient le premier roi de l'île. Le nom de sa femme est Te-po-tatango.